# Rotationsveränderlicher Stern
Bei rotationsveränderlichen Sternen wird die Helligkeitsänderung moduliert von der Rotation eines Sterns oder der Umlaufdauer in einem Doppelsternsystem.
Gründe für die Helligkeitsänderungen können entweder ellipsoidisch deformierte Komponenten enger Doppelsterne sein oder das Auftreten einer ungleichmäßigen Helligkeitsverteilung auf der Sternoberfläche. Dies kann verursacht werden durch
- Sternflecken wie bei den Sonnenflecken
- unterschiedliche Temperaturverteilung
- unterschiedliche chemische Verteilung[1]

## Untergruppen
- Bei ellipsoiden Veränderlichen handelt es sich um enge Doppelsternsysteme, bei denen sich die Komponenten aufgrund ihrer Nähe unter gravitativen Einfluss ellipsoid verformt haben. Wegen der Bahnbewegung des Doppelsternsystems sehen wir von der Erde eine unterschiedlich große Fläche der Sterne und dies führt zu einem geringen Lichtwechsel von weniger als 0,1 mag.
- Reflexionsveränderliche Sterne sind ebenfalls Doppelsternsysteme, bei denen der Lichtwechsel überwiegend eine Folge der Erwärmung der einander zugewandten Hemisphären der Sterne sind.
- Alpha2-Canum-Venaticorum-Veränderliche sind Hauptreihensterne mit den Spektraltypen B8p-A7p. Sie zeigen ein starkes Magnetfeld von einigen Tausend Gauß, welches im Laufe der Rotation des Sterns aus Sicht der Erde variiert. Der geringe Lichtwechsel von maximal 0,1 mag ist eine Folge einer chemischen Anreicherung von Silizium, Chrom und seltenen Erden rund um die Pole des Magnetfelds.
- BY-Draconis-Sterne sind späte Zwerge mit Emissionslinien bei einem Spektraltyp von dKe bis dMe. Sie zeigen quasiperiodischen Lichtwechsel mit Zyklenlängen von 0,2 bis 100 Tagen bei einer Amplitude von bis zu 0,5 mag. Die Veränderlichkeit ist eine Folge von Sternflecken und chromosphärischer Aktivität aufgrund schneller Rotation. Bei BY-Draconis-Sternen sind auch Flares wie bei den UV-Ceti-Sternen beobachtet worden.
- Die FK-Comae-Berenices-Sterne sind schnell rotierende Veränderliche mit ungleichmäßiger Oberflächenhelligkeit bei einem Spektraltyp von G bis K. Das Spektrum wird dominiert von Kalzium- und Wasserstofflinien in Emission. Wahrscheinlich handelt es sich um Einzelsterne, die erst kürzlich aus einer Verschmelzung eines engen Doppelsternsystems hervorgegangen sind und bei denen das Magnetfeld noch nicht die Zeit hatte die Rotation zu verlangsamen. Die Rotationsdauer und die Periode der Helligkeitsänderungen liegen bei weniger als 5 Tagen.
- Pulsare sind schnell rotierende Neutronensterne mit einem starken Magnetfeld. Die Rotationsdauer liegt zwischen 0,01 und einigen Sekunden. Bei jungen Pulsaren reicht das Magnetfeld aus um Elektronen aus der Kruste des Neutronensterns zu reißen und entlang der Magnetfeldlinien zu beschleunigen. Dabei wird Synchrotronstrahlung in die Bewegungsrichtung der Elektronen abgegeben und der Beobachter nimmt eine 'gepulste' Strahlung mit der halben Periode der Rotationsdauer des Neutronensterns wahr.
- Bei den SX-Arietis-Sternen handelt es sich um frühe Hauptreihensterne mit einer Spektralklasse B0p bis B9p. Die auch Heliumveränderliche genannten Sterne zeigen eine variable Intensität in den Spektrallinien des Heliums und des Siliziums. Wahrscheinlich handelt es sich um eine Fortsetzung der Alpha-2-Canum-Venaticorum-Sterne zu höheren Temperaturen, da für beide Sternklassen der gleiche Mechanismus zur Erklärung des Lichtwechsels verwendet wird.[2]